# جيردا فان دير كادي كودجيس
جيردا يوهانا ماري فان دير كادي-كودجيس (بالألمانية: Gerda Johanna Marie van der Kade-Koudijs) هي عداءة مسافات قصيرة هولندية ولدت في يوم 29 أكتوبر 1923 في مدينة روتردام. أبرز إنجازاتها هو فوزها بالميدالية الذهبية في دورة الألعاب الأولمبية الصيفية 1948 في لندن في سباق 4*100 متر. كما فازت بميداليتين ذهبيتين في بطولة أوروبا لألعاب القوى 1946 في أوسلو في سباق 4*100 متر والوثب الطويل.